# لوك سميث (تنس)
لوك سميث (بالإنجليزية: Luke Smith)‏ مواليد 25 أكتوبر 1976 في أديليد، هو لاعب كرة مضرب أسترالي سابق. أعلى تصنيف له في الفردي كان المركز الـ 363 في سنة 1997. أعلى تصنيف له في الزوجي كان المركز الـ 155 في سنة 2001.

## روابط خارجية
- لوك سميث على موقع رابطة محترفي التنس (الإنجليزية)
- لوك سميث على موقع الاتحاد الدولي لكرة المضرب (الإنجليزية)
- لوك سميث على موقع خلاصة التنس.كوم (الإنجليزية)